# Michal Kadlec (Fußballspieler, 1976)
Michal Kadlec (* 6. Mai 1976 in Nové Město na Moravě) ist ein tschechischer Fußballspieler. Der Abwehrspieler spielt seit 1998 beim FC Vysočina Jihlava.

## Vereinskarriere
Michal Kadlec begann mit dem Fußballspielen bei Žďas Žďár nad Sázavou. 1995 wechselte er für eine Saison zu Dukla Hranice, um dort seinen Wehrdienst abzuleisten. Die folgende Spielzeit verbrachte er bei VMG Kyjov, ehe er vom damaligen Zweitligisten SK Chrudim verpflichtet wurde. Nach nur einem Jahr wechselte der Verteidiger zum FC Vysočina Jihlava in die drittklassige MSFL, 2000 gelang ihm mit der Mannschaft der Aufstieg in die 2. Liga.
In den folgenden Jahren gehörte Kadlec immer zur Stammformation, 2005 konnte Vysočina Jihlava den Aufstieg in die Gambrinus Liga feiern. Die Mannschaft konnte die Klasse nicht halten, Kadlec kam in der ersten tschechischen Liga auf 29 Saisoneinsätze und fehlte nur 90 Minuten. Auch nach dem Abstieg blieb der Abwehrspieler dem Verein treu. Anfang 2010 verließ er den Klub und wechselte zu seinem Heimatklub FC Žďas Žďár nad Sázavou in den tschechischen Amateurfußball.

## Sonstiges
Zur Unterscheidung von seinem jüngeren Namensvetter Michal Kadlec wird er in den tschechischen Printmedien als Michal Kadlec I bezeichnet.